# بینگلی
latitudeبینگلیlongitudeبینگلی
بینگلی (به انگلیسی: Bingley) یک شهرک در بریتانیا است که در انگلستان واقع شده‌است.

## خصوصیات
بینگلی ۱۹٬۸۸۴ نفر جمعیت دارد.